# Karmelietenkloosters van Leuven

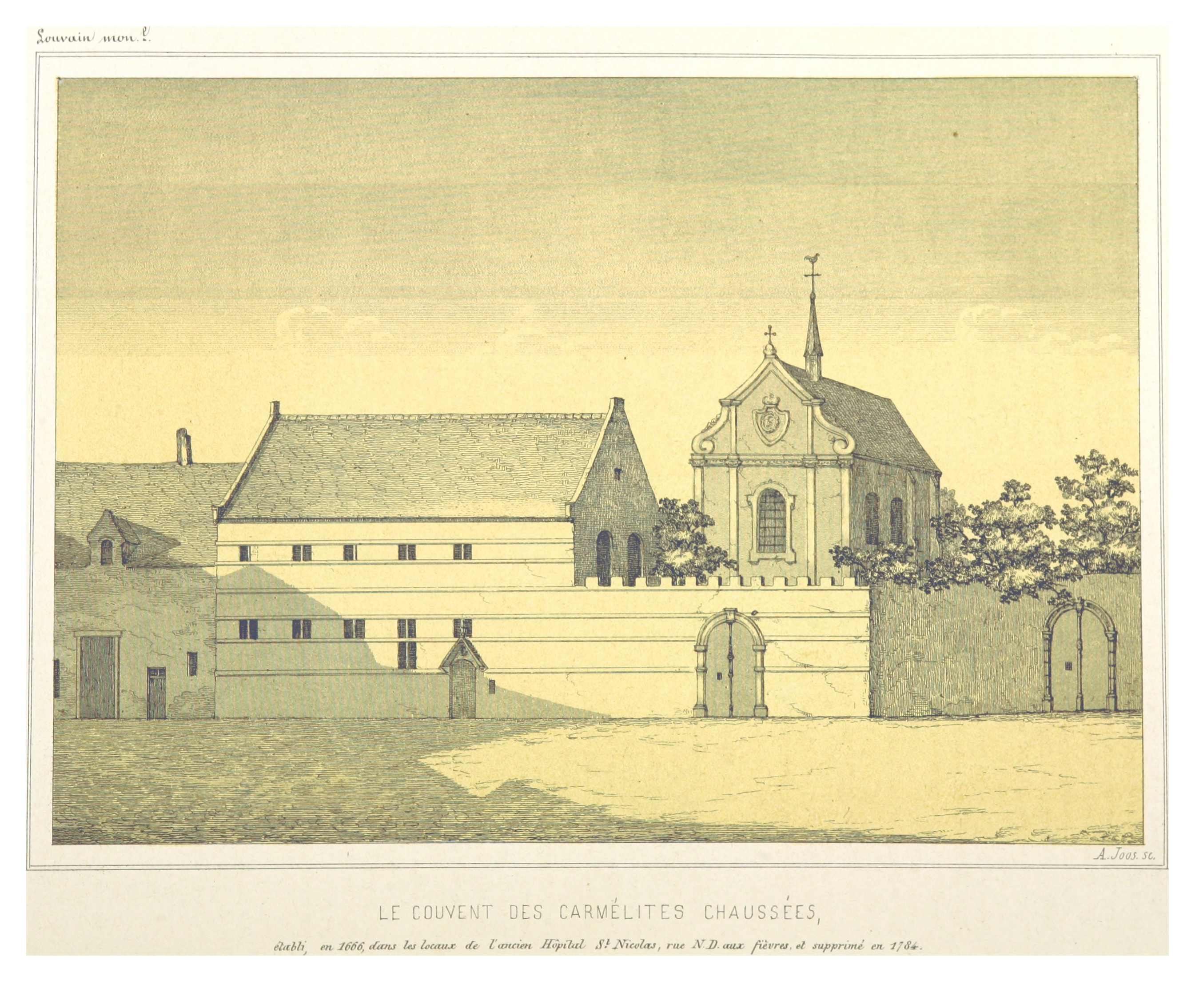
Klooster van Geschoeide Karmelietessen

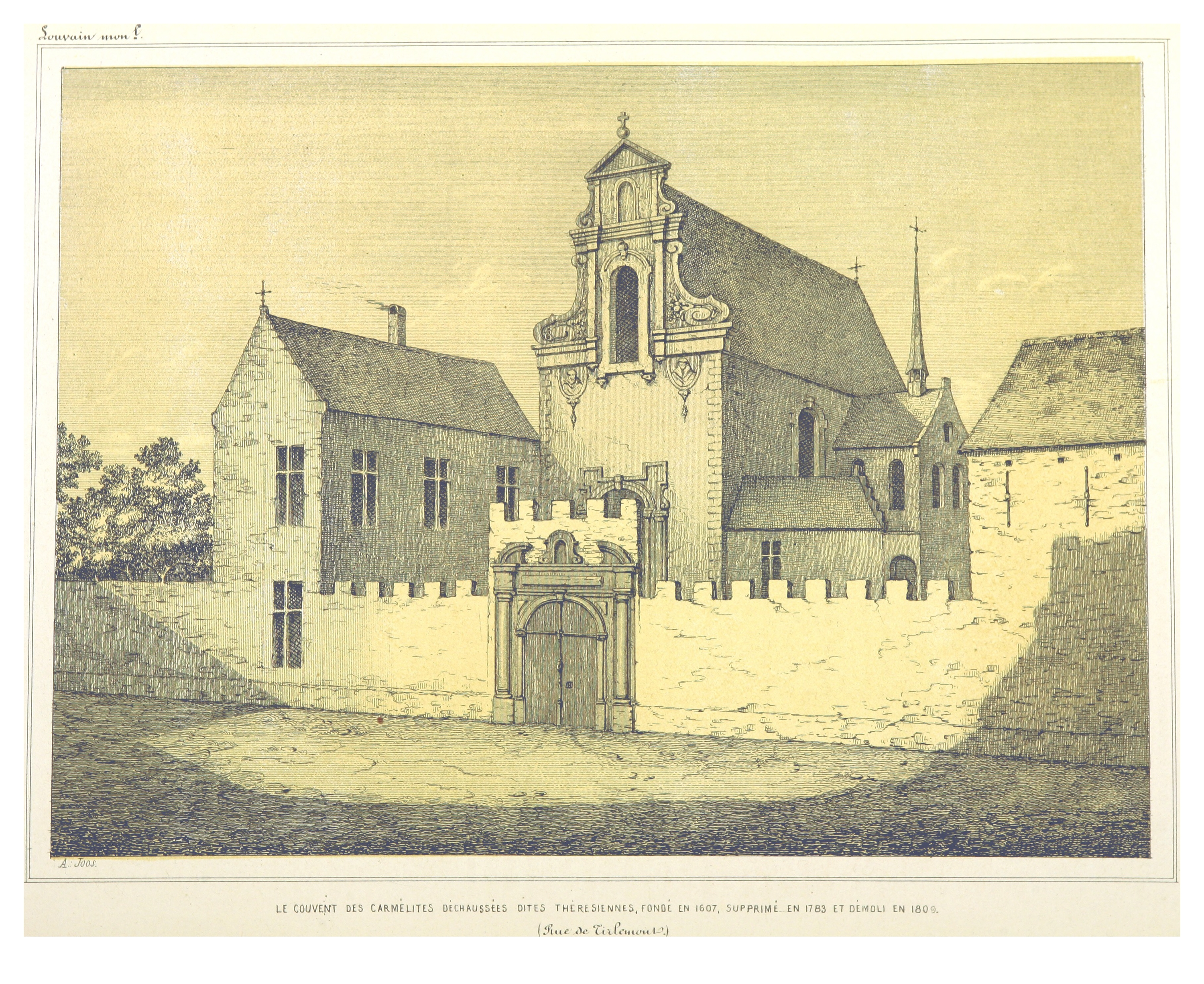
Klooster van Ongeschoeide Karmelietessen, een van de zeven wonderen van Leuven

De karmelietenkloosters van Leuven waren actief tot 1783. De gebouwen zijn nu verdwenen.
Het Klooster van de Geschoeide Karmelieten, ook wel genoemd Onze-Lieve-Vrouwe-Broeders, lag tussen de Tiensestraat en de Diestsestraat en bestond van 1615 tot 1798. Tevoren woonden de Geschoeide Karmelieten in de Bieststraat (1431-1472), in de 's Meiersstraat (1472-1482), in de Naamsestraat (1482-1491) en in de Brusselsestraat (1491-1615). Het eerstgenoemde klooster werd door keizer Jozef II afgeschaft samen met de Sint-Catharinakerk vernietigd met de Franse Revolutie.
De ongeschoeide karmelieten hadden een klooster aan de Tiensestraat van 1607 tot 1783.
De geschoeide karmelietessen hadden hun klooster in de Vlamingenstraat (1658-1783). Zij trokken in in het voormalige ziekenhuis van Sint-Nicolaas. Keizer Jozef II schafte dit klooster af in 1783. Het Oostenrijkse leger gebruikte het nadien als magazijn. Tijdens de Brabantse Omwenteling werden vrijwilligers hier getraind. In 1798, tijdens het Franse bewind, werd het klooster openbaar verkocht.
De ongeschoeide karmelietessen streken neer in Leuven onder impuls van de aartshertogen Albrecht en Isabella. Hun klooster was in de (huidige) Vital Decosterstraat van 1606 tot 1621. Het klooster was een van de zeven wonderen van Leuven, want de klok hing lager dan de kerk. De klokkentoren rechts komt inderdaad lager uit dan de nok van de kloosterkerk. Na verhuis werd het klooster gesloten in 1783 en verkocht in de Franse tijd (1808). In 1839 kwam het tot een heroprichting in de Naamsestraat aan de Karmelietenberg.
Het Sint-Albertuscollege werd in 1949 geopend door de ongeschoeide karmelieten als een priesterschool.